# Francesco Gavazzi
Francesco Gavazzi (ur. 1 sierpnia 1984 w Morbegno) – włoski kolarz szosowy, zawodnik profesjonalnej grupy Androni-Sidermec. 
Zwycięzca etapu Vuelta a España w 2011 roku i wyścigu Giro della Toscana (2006), piąty kolarz Tour de Pologne (2008). Od 2012 był zawodnikiem grupy Pro Team Astana.

## Najważniejsze zwycięstwa i sukcesy
- 2006
  -  1. miejsce w mistrzostwach Włoch do lat 23 (start wspólny)
  -  3. miejsce w mistrzostwach Europy do lat 23 (start wspólny)
  - 1. miejsce w Giro della Toscana
- 2007
  - 3. miejsce w Japan Cup
- 2008
  - 5. miejsce w Tour de Pologne
- 2010
  - 1. miejsce na 3. etapie Vuelta al País Vasco
  - 1. miejsce w Coppa Agostoni
- 2011
  - 1. miejsce na 5. etapie Vuelta al País Vasco
  - 1. miejsce na 6. i 10. etapie Volta a Portugal
  - 1. miejsce na 18. etapie Vuelta a España
- 2012
  - 2. miejsce na 7. etapie Volta a Catalunya
  - 2. miejsce w Tour of Beijing
    - 1. miejsce na 3. etapie
- 2015
  - 2. miejsce w Trofeo Laigueglia
  - 2. miejsce w Gran Premio di Lugano
- 2016
  - 2. miejsce w Gran Premio Costa degli Etruschi
- 2017
  - 3. miejsce w Tour du Limousin
- 2018
- 2. miejsce w Grosser Preis des Kantons Aargau

### Miejsca w Grand Tourach
| Grand Tour | 2008 | 2009 | 2010 | 2011 | 2012 | 2013 | 2014 | 2015 | 2016 | 2017 |
| ---------- | ---- | ---- | ---- | ---- | ---- | ---- | ---- | ---- | ---- | ---- |
| Tour       | –    | –    | 104  | –    | –    | 84   | –    | –    | –    | –    |
| Giro       | 84   | 69   | –    | –    | –    | –    | –    | 58   | –    | –    |
| Vuelta     | –    | –    | –    | 58   | –    | –    | –    | –    | –    | –    |